# كلوروفاسينون
الكلوروفاسينون هو مضاد للتخثر يُستخدم كمبيد للقوارض. تم تصنيفها على أنها مادة شديدة الخطورة في الولايات المتحدة على النحو المحدد في القسم 302 من قانون التخطيط للطوارئ وحقّ المجتمع في المعرفة بالولايات المتحدة (42 USC 11002) وتخضع لمتطلبات الإبلاغ الصارمة من قبل المنشآت التي تنتج أو تخزن أو استخدامه بكميات كبيرة.